# Лучанська Фатра
Лучанська Фатра (Lúčanská Fatra) — гірський масив в Словаччині; геоморфологічна підодиниця масиву Мала Фатра.. Місце розташування — Жилінський край і Тренчинський край.